# ジーン・ナイト
ジーン・ナイト（Jean Knight、1943年1月26日 - 2023年11月22日）は、アメリカ合衆国ニューオーリンズ出身のR&B、ソウル、ファンク歌手である。1960年にプロの歌手として活動を開始した彼女は1971年にスタックス・レコードからリリースとなったヒット曲「ミスター・ビッグ・スタッフ」が最も有名である。

## 来歴

### 幼少期とキャリア初期
ナイトは1943年1月26日、ルイジアナ州ニューオーリンズに生まれた。出生名は、ジーン・オードリー・キャリストであった。高校卒業後、彼女は従姉のバー、ローラズ・プレイスで歌い始めた。このことで複数のバンドの注目を集め、共演の依頼が舞い込むようになった。1965年、彼女はジャッキー・ウィルソンの楽曲「Stop Doggin' Around」のカバー・バージョンをデモ録音した。そのデモが音楽プロデューサーのヒューイ・P・モーの目に留まり、彼女はジェットストリーム/トライブ・レコードと契約をすることとなった。その後間もなく、彼女は本名のキャリスト（Caliste）が発音しにくかったため、芸名「ジーン・ナイト」を名乗るようになった。ナイトは4枚のシングルをレコーディングし、地元ニューオーリンズでは名が知られるようになったものの、全米で注目を得ることできずにいた。ナイトは自身のキャリアの成功に高い期待を寄せていたものの、1960年代後半にはその期待のレベルに達しない現実が見えてきたため、彼女はニューオーリンズのセントメアリーズ・ドミニカン・カレッジのカフェテリアでパン職人として勤務するようになった。彼女はカトリック教徒として育っている。

### スタックスにおける成功
ナイトに曲をレコーディングしてほしいと考えていたソングライターのラルフ・ウィリアムズが1970年初頭に彼女を見つけ出した。ウィリアムズのコネクションから、ナイトはワーデル・カゼアと連絡を取った。この年の5月、ナイトはミシシッピ州ジャクソンのマラコ・スタジオにレコーディング・セッションのために出向き、「ミスター・ビッグ・スタッフ」をレコーディングした。セッション終了後、この曲は複数の全米レーベルに売り込まれたものの、いずれからも断られている。しかし、キング・フロイドの「Groove Me」（この曲もマラコでレコーディングされている）が1971年初頭にR&Bチャートのトップを飾るヒットになると、スタックス・レコードのプロデューサーがナイトのこの曲のことを思い出し、リリースした。この曲も1971年にポップ・チャートで2位、R&Bチャートで1位の大ヒットとなった。この曲はグラミー賞の最優秀R&Bヴォーカル・パフォーマンス部門にノミネートされたものの、アレサ・フランクリンの歌った「明日に架ける橋」に負け、受賞はならなかった。この曲のレコードは200万枚以上を売り上げ、アメリカレコード協会よりゴールドディスクを授与されている。ナイトはこの曲を「ソウル・トレイン」で歌った。同名のアルバムもリリースされ、まずまずの売り上げ成績を収めている。この曲に続いていくつかの小ヒットが生まれたものの、彼女はプロデューサーとレーベルとの意見の不一致により、スタックスとの関係は終焉を迎えた。

### 後年
スタックスを去った後、ナイトはいくつかの零細レーベルにレコーディングをしたものの、大きな注目を浴びるには至らず、地元のオールディーズ・サーキットでのギグとツアーをするにとどまった。1981年に地元プロデューサーのアイザック・ボールデンと出会ったことによって状況は変わった。彼は自身のソウリン・レーベルに彼女を迎え入れたのだった。両者はリチャード・"ディンプルズ"・フィールズの曲「She's Got Papers On Me」のアンサー・ソング、「You Got The Papers But I Got The Man」を生み出し、これはアトランティック・レコードにリースされて、全米でリリースとなった。間もなくナイトはコンスタントにツアーに出る状況となった。1985年、ナイトはロッキン・シドニーのザディコのノヴェルティ・ソング「My Toot Toot」をカバーしたことにより、更に注目を集めることとなり、同曲のデニス・ラサールのバージョンとチャートで競合することとなった。 ラサールのバージョンはイギリスでトップ・テン入りをしたが、ナイトのバージョンは米国でより大きな成功を収め、ポップ・チャートの50位を記録している。ナイトは、テレビのバラエティ番組「Solid Gold」でこの曲を歌う機会を与えられた。この曲は南アフリカでチャートの3位を記録し、ナイトにとって同国での唯一のヒット曲となっている。
これに続くレコーディングが出るまでに12年を要しているものの、ナイトは南部の州を中心にツアーとパフォーマンスを続けており、海外ツアーもこなしている。2003年、ナイトはPBSの特別番組「Soul Comes Home」で最大のヒット曲となった「ミスター・ビッグ・スタッフ」を歌った。その後もナイトはしばしばグロリア・ゲイナーと共演するなど、ライヴ・パフォーマンスを続けている。2007年10月、ルイジアナ音楽殿堂は彼女のルイジアナの音楽に対する貢献を称え、彼女を殿堂に迎え入れた。ナイトの楽曲「Do Me」は2007年の映画「スーパーバッド 童貞ウォーズ」のサウンドトラックに収録されている。

### 私生活と死
ナイトは少なくとも2度結婚し、少なくとも一人の子供がいる。ナイトはトーマス・コモドアと結婚し、両者の間には息子が一人生まれている。1970年代初頭には彼女はニューオーリンズの港湾労働者のアール・ハリスと結婚している。
ナイトは2023年11月22日、フロリダ州タンパの病院にて死去した。80歳であった。彼女の家族は発表した声明の中で次のように述べている。「ツアーやレコーディング・スタジオでの仕事以外にも、ミス・ナイトは家族や友人のためにおいしいクレオール料理を作ったり、地元のクルーと共にマルディグラを祝うことを楽しみにしていました。また彼女はルイジアナ音楽委員会の一員として誇りを持って活動をしていました。」

## ディスコグラフィー

### オリジナル・アルバム
| 年                                                                                      | アルバム                                                          | チャート最高位 | チャート最高位 | レーベル  |
| 年                                                                                      | アルバム                                                          | 米国           | 米国R&B        | レーベル  |
| --------------------------------------------------------------------------------------- | ----------------------------------------------------------------- | -------------- | -------------- | --------- |
| 1971                                                                                    | 『Mr. Big Stuff』                                                 | 60             | ―              | Stax      |
| 1981                                                                                    | 『Keep It Comin'』 （プリミアム・フォーテンベリーとのデュオ名義） | ―              | ―              | Cotillion |
| 1985                                                                                    | 『My Toot Toot』                                                  | 180            | ―              | Mirage    |
| 1997                                                                                    | 『Shaki de Boo-Tee』                                              | ―              | ―              | Ichiban   |
| 1999                                                                                    | 『Queen』                                                         | ―              | ―              | ComStar   |
| "—"はチャート入りしなかったあるいはその地域でリリースされなかったリリースを示している。 |                                                                   |                |                |           |

### コンピレーション・アルバム
| 年     | アルバム                | レーベル |
| ------ | ----------------------- | -------- |
| 1997年 | 『The Very Best of Me』 | AIM      |

### シングル
| 年                                                                                      | シングル | レーベル        | チャート最高位 | チャート最高位 | チャート最高位 | チャート最高位 | 収録アルバム                                                               |
| 年                                                                                      | シングル | レーベル        | 米国ポップ     | 米国R&B        | オーストラリア | 南アフリカ     | 収録アルバム                                                               |
| --------------------------------------------------------------------------------------- | --- | --------------- | -------------- | -------------- | -------------- | -------------- | -------------------------------------------------------------------------- |
| 1964                                                                                    | 「The Man That Left Me」 「Doggin Around」                                                                               | Jetstream 706   | —              | —              | —              | —              | アルバム未収録                                                             |
| 1964                                                                                    | 「Lonesome Tonight」 「Love」                                                                                            | Tribe 45-8304   | —              | —              | —              | —              | アルバム未収録                                                             |
| 1965                                                                                    | 「T'ain't It The Truth」 「I'm Glad For Your Sake」                                                                      | Tribe 45-8306   | —              | —              | —              | —              | アルバム未収録                                                             |
| 1965                                                                                    | 「Anyone Can Love Him」 「A Tear」                                                                                       | Tribe 45-8313   | —              | —              | —              | —              | アルバム未収録                                                             |
| 1967                                                                                    | 「I Don't Want You No More」 「I Have None」                                                                             | Jetstream 739   | —              | —              | —              | —              |                                                                            |
| 1971                                                                                    | 「Mr. Big Stuff」 「Why I Keep Living These Memories」                                                                   | Stax STA-0088   | 2              | 1              | —              | —              | 『Mr. Big Stuff』                                                          |
| 1971                                                                                    | 「You Think You're Hot Stuff」 「Don't Talk About Jody」                                                                 | Stax STA-0105   | 57             | 19             | —              | —              | 『Mr. Big Stuff』 （アルバム再発時にボーナス・トラックとして収録された。） |
| 1972                                                                                    | 「Carry On」 「Call Me Your Fool (If You Want To)」                                                                      | Stax STA-0116   | —              | 44             | —              | —              | 『Mr. Big Stuff』 （アルバム再発時にボーナス・トラックとして収録された。） |
| 1972                                                                                    | 「Helping Man」 「Pick Up The Pieces」                                                                                   | Stax STA-0138   | —              | —              | —              | —              | 『Mr. Big Stuff』 （アルバム再発時にボーナス・トラックとして収録された。） |
| 1972                                                                                    | 「Do Me」 「Save The Last Kiss For Me」                                                                                  | Stax STA-0150   | —              | —              | —              | —              | 『Mr. Big Stuff』 （アルバム再発時にボーナス・トラックとして収録された。） |
| 1973                                                                                    | "Jesse Joe (You Got to Go)" "Dirt"                                                                                       | Dial D-1026     | —              | —              | —              | —              | アルバム未収録                                                             |
| 1975                                                                                    | 「Don't Ask For 24 Hours」 「Hold Back The Night」                                                                       | Chelsea CH 3020 | —              | —              | —              | —              | アルバム未収録                                                             |
| 1975                                                                                    | 「Jesse James Is An Outlaw」 「Hold Back The Night」                                                                     | Chelsea CH 3035 | —              | —              | —              | —              | アルバム未収録                                                             |
| 1976                                                                                    | 「What One Man Won't Do Another Man Will」 「Rudy Blue」                                                                 | Open 2627       | —              | —              | —              | —              | アルバム未収録                                                             |
| 1981                                                                                    | 「You Got The Papers But I Got The Man」 「Anything You Can Do (I Can Do As Well As You)」 （Jean Knight & Premium名義） | Cotillion 46020 | —              | —              | —              | —              |                                                                            |
| 1981                                                                                    | 「Keep It Comin'」 「One On One)」 （Jean Knight & Premium名義）                                                         | Cotillion 46027 | —              | —              | —              | —              |                                                                            |
| 1983                                                                                    | 「La De De - La De Da」(Vocal) 「La De De - La De Da」 (Instrumental, Sing-A-Long Track)                                 | Soulin' 1953    | —              | —              | —              | —              | アルバム未収録                                                             |
| 1985                                                                                    | 「Anything You Can Do (I Can Do As Well As You)」 「Gossip」                                                             | Soulin' 1949    | —              | —              | —              | —              | アルバム未収録                                                             |
| 1985                                                                                    | 「My Toot Toot」 「My Heart Is Willing (and My Body Is Too)」                                                            | Mirage 7-99643  | 50             | 59             | 62             | 3              | 『My Toot Toot』                                                           |
| 1985                                                                                    | 「Let the Good Times Roll」 「Magic」                                                                                    | Mirage 7-99606  | —              | —              | —              | —              | 『My Toot Toot』                                                           |
| 1990                                                                                    | 「Mama's Baby」(Rap) 「Mama's Baby」(Instrumental)                                                                       | Soulin' 2004    | —              | —              | —              | —              | アルバム未収録                                                             |
| 1997                                                                                    | 「Bill」 「Bus Stop」 | Ichiban 97-422  | —              | —              | —              | —              | 『Shaki De Boo-Tee』                                                       |
| "—"はチャート入りしなかったあるいはその地域でリリースされなかったリリースを示している。 | |                 |                |                |                |                |                                                                            |